# Leptothorax splendens
Leptothorax splendens är en myrart som först beskrevs av Wheeler 1905.  Leptothorax splendens ingår i släktet smalmyror, och familjen myror. Inga underarter finns listade i Catalogue of Life.